# عبدالله بزرگ (فیلم)
عبدالله بزرگ (فیلم) (انگلیسی: Abdulla the Great) یک فیلم به کارگردانی گرگوری راتوف است که در سال ۱۹۵۵ منتشر شد. از بازیگران آن می‌توان به کی کندال، سیدنی چاپلین، الکساندر دارسی، و مارینا برتی اشاره کرد.